# 弘法 (知立市)
弘法（こうぼう）は、愛知県知立市にある地名。現行行政地名は弘法1丁目及び弘法2丁目。

## 地理
知立市の中央部に位置している。

## 歴史
- 1970年（昭和45年） - 知立町上重原の一部により、同町弘法町が成立[6]。

- 2007年（平成19年）10月5日 - 知立第三土地区画整理事業に伴い、弘法1丁目及び弘法2丁目を設置[1]。

### 町名の変遷
| 実施後    | 実施年月日                | 実施前（各町名ともその一部）                                           |
| --------- | ------------------------- | ---------------------------------------------------------------------- |
| 弘法1丁目 | 2007年（平成19年）10月5日 | 長篠町東長篠 新地町古田 上重原町小針 上重原町蔵福寺 弘法町丁凪の各一部 |
| 弘法2丁目 | 2007年（平成19年）10月5日 | 上重原町小針 上重原町蔵福寺 弘法町丁凪の各一部                         |

## 世帯数と人口
2019年（令和元年）8月1日現在の世帯数と人口は以下の通りである。
| 町丁 | 世帯数  | 人口  |
| ---- | ------- | ----- |
| 弘法 | 242世帯 | 510人 |

### 人口の変遷
国勢調査による人口の推移
| 2010年（平成22年） | 515人 | [ 7 ] |  |
| 2015年（平成27年） | 495人 | [ 8 ] |  |

### 地名の由来
弘法山遍照院に由来する。

## 学区
市立小・中学校に通う場合、学区は以下の通りとなる。
| 番・番地等 | 小学校             | 中学校             |
| ---------- | ------------------ | ------------------ |
| 全域       | 知立市立猿渡小学校 | 知立市立知立中学校 |

## 交通
- 愛知県道298号安城知立線

## 施設
- 愛知県立知立高等学校
- 衣浦東部広域連合 知立消防署

## その他

### 日本郵便
- 郵便番号 : 472-0052[4]（集配局：知立郵便局[10]）。